# Cidade Universitária de Lisboa

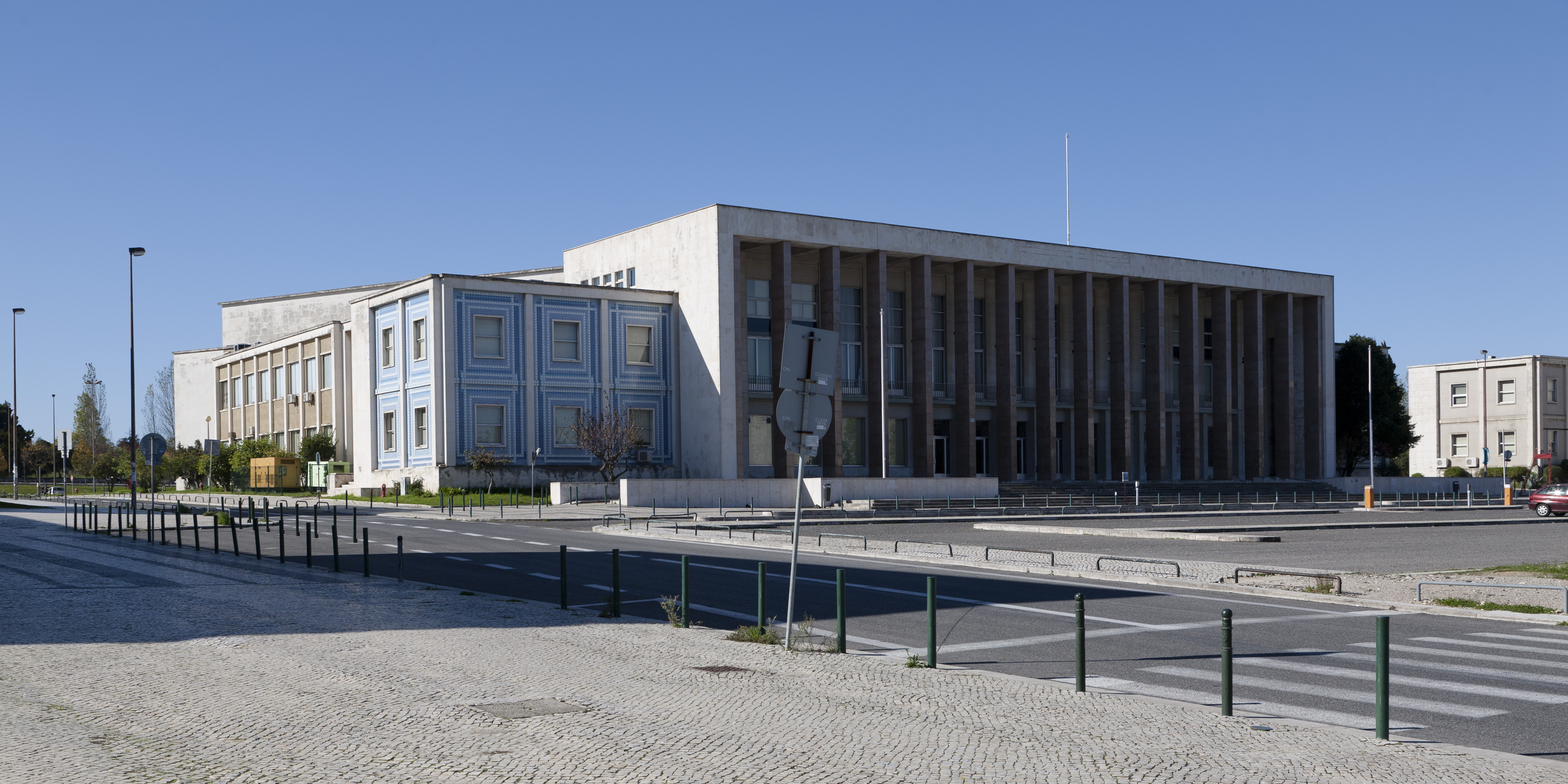
A Reitoria da Universidade de Lisboa, na Alameda da Universidade

A Cidade Universitária de Lisboa é o campus principal da Universidade de Lisboa e do ISCTE - Instituto Universitário de Lisboa e, adjacentes aos seus limites, possui outras instituições de ensino superior. Inclui também no seu interior institutos de investigação e outras instituições culturais, destacando-se a Biblioteca Nacional de Portugal e a Torre do Tombo) e desportivas Estádio Universitário de Lisboa.
Localizada na zona do Campo Grande, a Cidade Universitária é o maior campus de ensino superior de Portugal, com mais de 37 mil estudantes (seguido pela "Alta Universitária" de Coimbra, com quase 12 mil estudantes).
É limitada, a norte, pela Faculdade de Ciências e pelo Museu da Cidade. A Sul, pela Avenida das Forças Armadas, onde se situam os edifícios da Faculdade de Farmácia, do Instituto Universitário de Lisboa (ISCTE-IUL) e da Cantina II. A oriente pelo Campo Grande, onde se situam a Universidade Lusófona e a Biblioteca Nacional. A ocidente pela Avenida dos Combatentes, onde se situam a Universidade Católica e o Estádio Universitário de Lisboa, que inclui o hipódromo.
É servida por três estações de metro. A mais central, entre a Alameda da Universidade e o Hospital de Santa Maria é a estação da Cidade Universitária, decorada com obras da pintora Vieira da Silva alusivas ao saber e à universidade. Também a estação de Entrecampos e do Campo Grande são usadas diariamente por milhares de estudantes.
O conjunto constituído pelos edifícios da Reitoria, da Faculdade de Direito e da Faculdade de Letras, incluindo o património móvel integrado, e pela Alameda da Universidade está classificado como Monumento Nacional.

## História

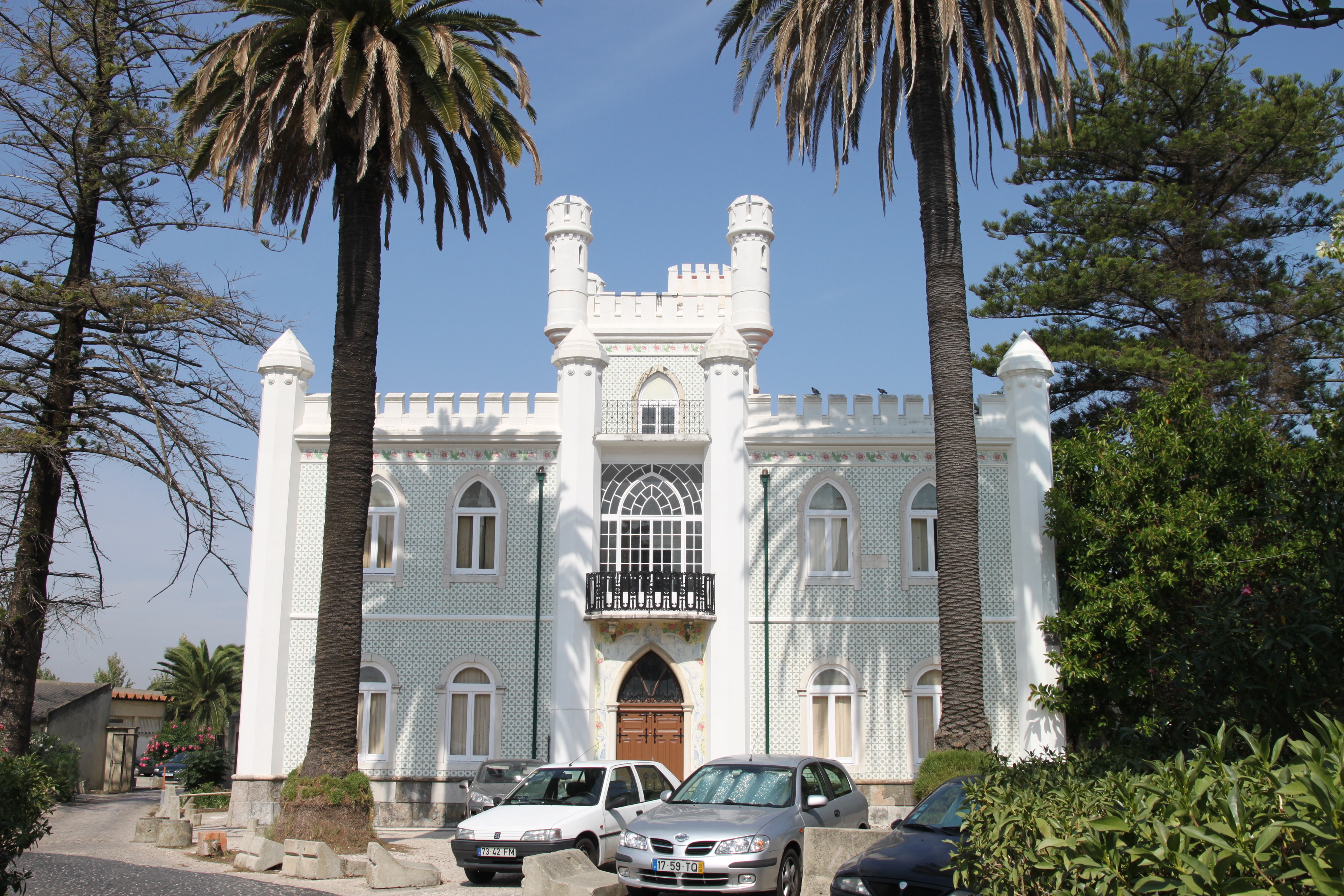
O edifício da Quinta da Torrinha, actualmente parte da Faculdade de Farmácia

A ideia inicial de juntar todas as instalações da Universidade de Lisboa numa única localização, próxima do Campo Grande, remonta a 1920, quando é comprada a Quinta da Torrinha para a construção da futura Faculdade de Farmácia da Universidade de Lisboa. Durante o mandato do Reitor José Caeiro da Mata, em 1930, fazem-se os primeiro planos para a construção de um Bairro universitário. Em 1953 inaugura o Hospital Universitário de Santa Maria, que integra a Faculdade de Medicina.
Os novos edifícios da Faculdade de Letras e de Direito foram concluídos em 1958. Estes edifícios monumentais foram projectados pelos arquitectos Porfírio Pardal Monteiro e António Pardal Monteiro e as suas fachadas estão decoradas com desenhos de Almada Negreiros.
Dois anos depois, em 1960 é estabelecida legalmente a Cidade Universitária e em 1961 abre o edifício da Reitoria. Com desenho dos arquitectos Porfírio Pardal Monteiro e António Pardal Monteiro, este edifício é decorado, no exterior, por desenhos de Almada Negreiros. No interior, a decoração do átrio da entrada principal consiste nos painéis em mosaico do pintor António Lino Pedras e em vitrais de Lino António. A guarda da grande escadaria do átrio dos Passos Perdidos é da autoria do escultor José Farinha. É ainda neste edifício que está localizada a célebre Aula Magna. Projectada para os grandes acontecimentos da universidade, ela é usada para os mais variados eventos culturais e sociais, sendo considerada uma das melhores e mais importantes salas de espectáculos de Portugal. O seu interior foi desenhado por Daciano da Costa.
Em 1972 foi fundado e construído no campus o ISCTE (inicialmente denominado "Instituto Superior de Ciência do Trabalho e da Empresa"), que sempre sem manteve como uma instituição de ensino superior não integrada, e que ao longo dos anos se foi expandindo fisicamente no campus. (Em 2009 o ISCTE passou ao regime de fundação passando a denominar-se ISCTE - Instituto Universitário de Lisboa (ISCTE-IUL).)

## Instituições na Cidade Universitária

### Universidade de Lisboa
Escolas Universidade de Lisboa
- Faculdade de Ciências
- Faculdade de Direito
- Faculdade de Farmácia
- Faculdade de Letras
- Faculdade de Medicina
- Faculdade de Medicina Dentária
- Faculdade de Psicologia
- Instituto de Ciências Sociais
- Instituto de Educação
- Instituto de Geografia e Ordenamento do Território

Serviços Centrais da Universidade de Lisboa
- Reitoria
- Serviços de Ação Social
- Estádio Universitário
- Cantina Velha

### Outras instituições de ensino superior
- ISCTE - Instituto Universitário de Lisboa
- Universidade Católica Portuguesa [carece de fontes?]
- Universidade Lusófona de Humanidades e Tecnologias [carece de fontes?]

### Outras instituições culturais e desportivas
- Biblioteca Nacional de Portugal
- Torre do Tombo
- Museu da Cidade